# Palacio Cosmos
El Palacio Cosmos es uno de los rascacielos más representativos de la ciudad de Mar del Plata (provincia de Buenos Aires), el balneario más importante de la República Argentina. Es también conocido como Rascacielos Pepsi o Rascacielos Phillips, ya que en diversos momentos ha lucido los logos de ambas empresas en su remate.
El rascacielos es uno de los más importantes construidos en la década de 1960, cuando Mar del Plata sufrió un acelerado proceso de renovación urbana que se caracterizó por el abandono de su función clásica de balneario para la clase media-alta, para transformarse en el balneario de masas destinado a la clase media-baja. Las grandes casonas de familias aristocráticas, y los chalets de madera y piedra (en algunos casos, de construcción reciente) que conformaban el aspecto clásico de la ciudad fueron demolidos para dar paso a los grandes rascacielos de veraneo y las torres.
El arquitecto Juan Antonio Dompé proyectó algunos de los rascacielos más importantes de la nueva Mar del Plata durante la década de 1960, entre ellos el Palacio Edén (1962), el Cosmos (1964) y el Edificio Demetrio Elíades (1969), distintivos por su altura y por su diseño moderno, formas rectas y pisos con grandes ventanales.
El Palacio Cosmos consta de dos subsuelos con salas de máquinas, planta baja con locales comerciales y acceso al rascacielos, dos entrepisos de estacionamientos para automóviles y 35 pisos de departamentos, con 8 unidades por piso, todas con vista al exterior.

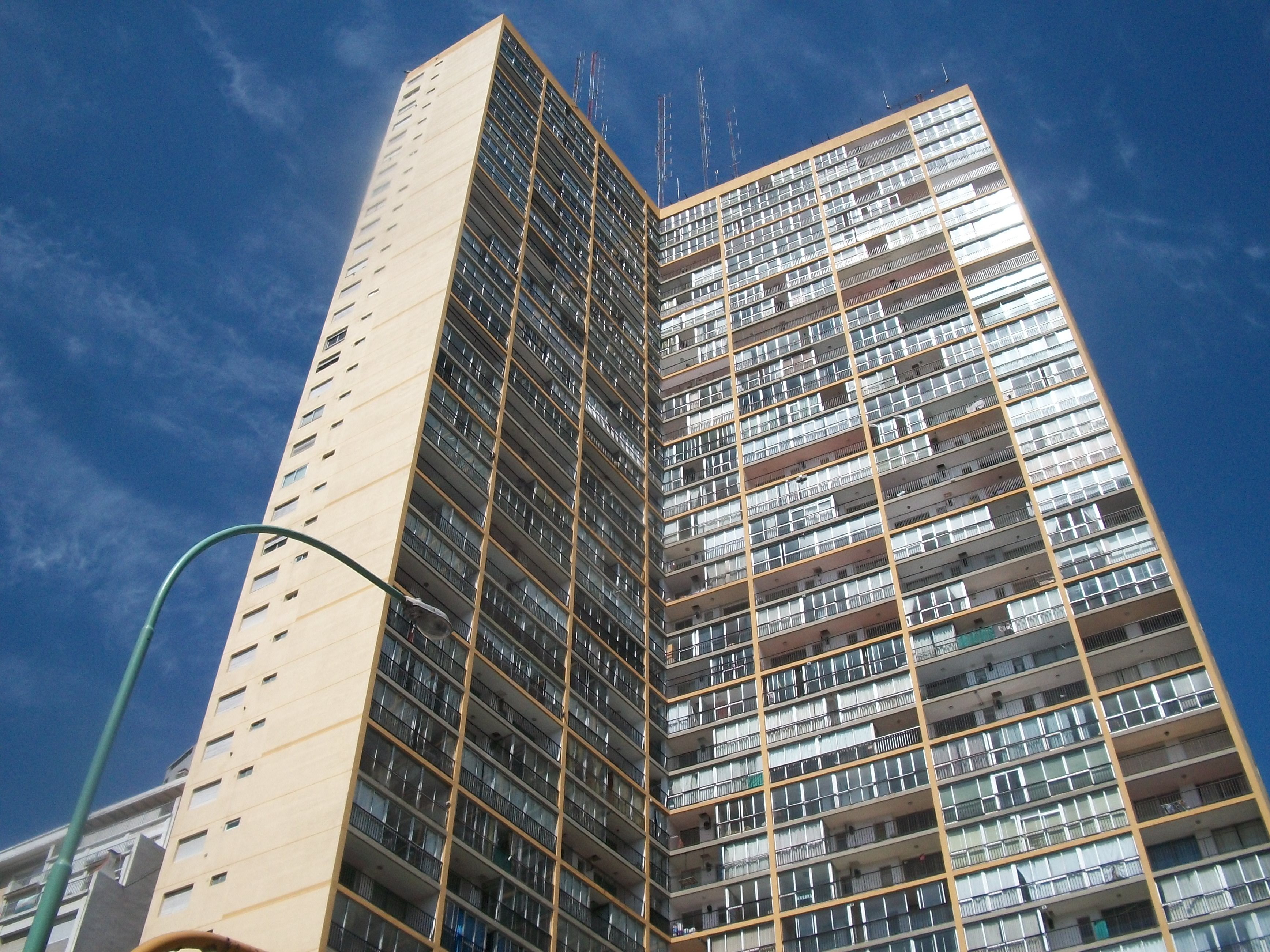
El "Cosmos" en la actualidad.
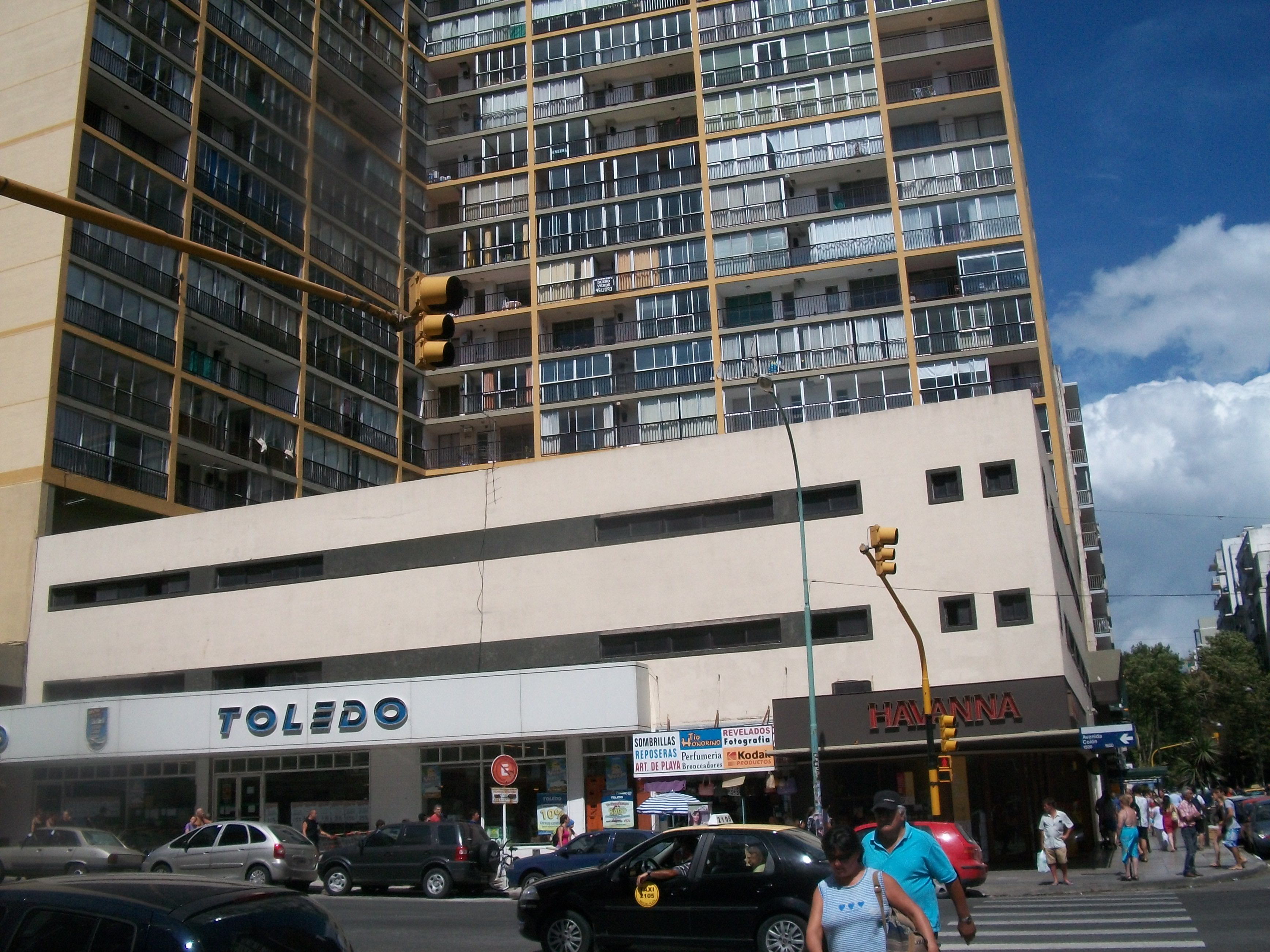
Basamento, con comercios y garaje.